# フロントグリル

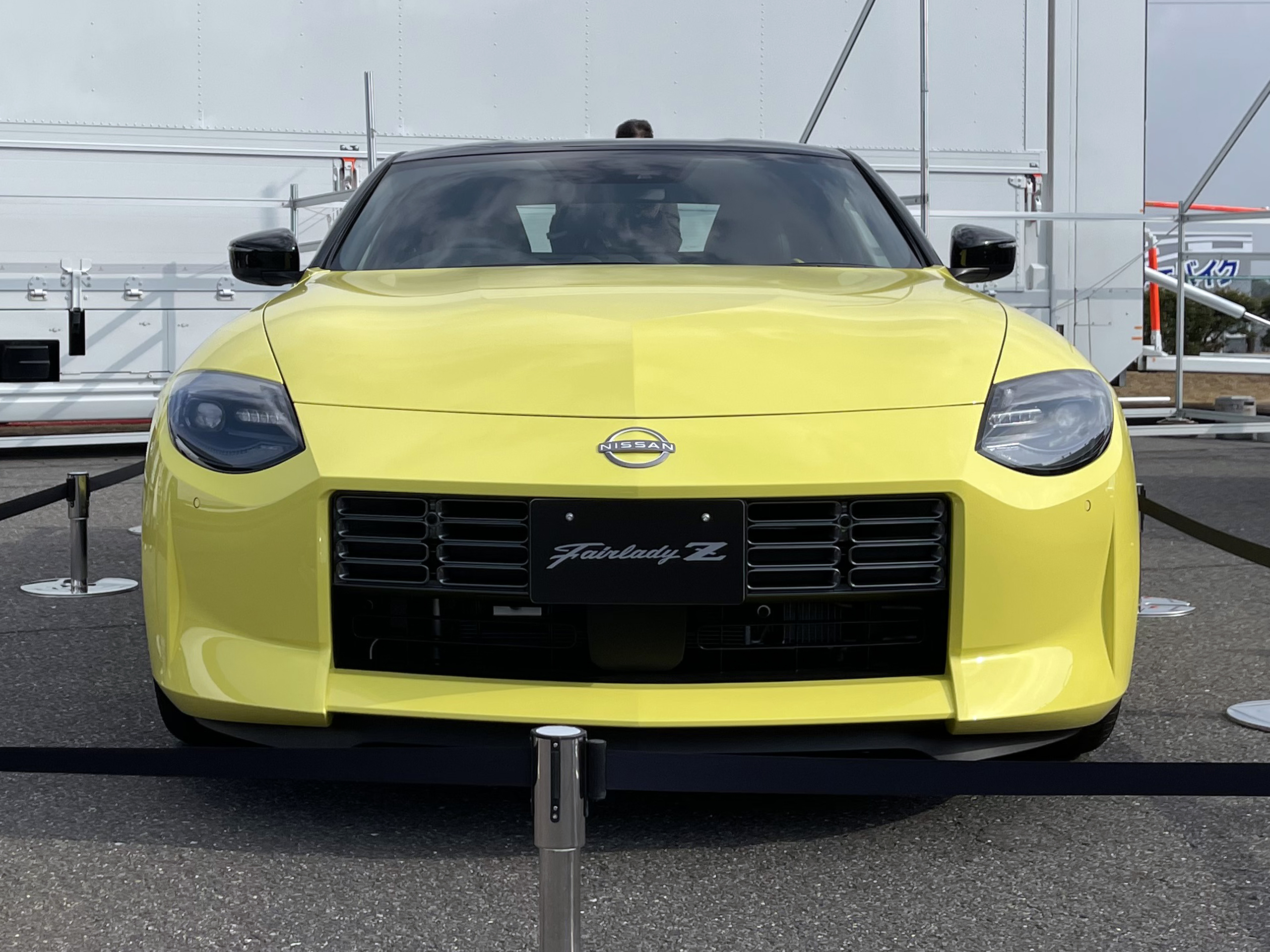
フロントグリル

フロントグリルは、一般的に自動車の進行方向面（前面、フロント）の、網や格子の部分のことである。バンパーの開口部についているものではなく、ボンネットについているもの（特に左右の前照灯間の大きな開口部）を指す傾向にある。「グリル」（英語: grille）は窓や門などの装飾的格子を意味する（調理用の焼き網のgrillとは別の単語）。

## 概要

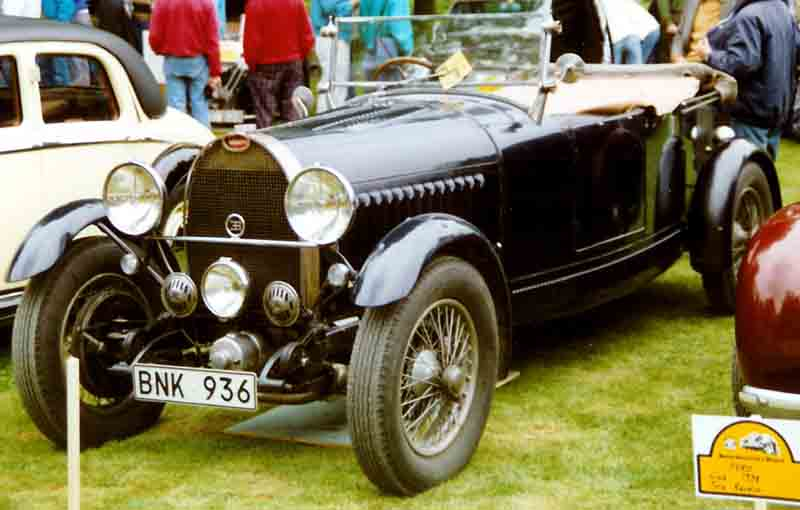
1929年式ブガッティタイプ49ツアラー。クラシックカーの例。ラジエーターそのものがむき出しで配置されていた時代には開口部が存在しないため、グリルも存在しない。やがて時代が進むと、ラジエーターは内蔵され、このような形状を模したグリルに置き換わっていく。

自動車のフロントグリルは車体の最前面にあり、真正面から空気に当たる部分であるために、この部分にラジエーターを配置することも多く、その場合はラジエーターグリルとほぼ同義である。ラジエーターは細いパイプで設計されることが多く、飛び石などで変形しやすいため物理的に保護するべきだが、全て覆ってしまうと放熱の効率が低下するため、大きな開口部を設け、空気の流れを阻害しにくい網で覆ったのがグリルである。
しかし一般的にはそうした機能以上に、自動車の「顔」としての役割のほうが取り沙汰される事が多い。ヘッドライトと合わせ統一したグリルデザインを採用することにより、ブランドとしての統一感を向上させることを狙う場合がよく見られる。
2000年代後半からは開口部を大きく見せようとする車両が多く登場した。主に冷却性能のよさそうな印象を持たせ、高性能な印象を持たせる戦略や、単純に見た目で周囲を威圧する厳つい印象を持たせたい（そう言った印象を好むユーザー向けの）車両に見られる傾向にある。2010年代以降はよりそうしたグリルが好まれるようになったためか、華美な高級車から手の届きやすい大衆車まで、大きなグリルを備える車種が増えている。
一方で二次電池式電気自動車（BEV）は内燃機関車(ICE)と比較して作動には空気(酸素)は不要で熱的にも厳しくないため積極的に外気を取り入れる必要がないことと、先進性の訴え掛けも含めあえてグリルの無い（グリルレス）デザインを採用する場合が多い。グリルそのものがメーカーアイコンととなっている場合、グリルと見えるデザインは採用されていても機能上はグリルレスと同等になっている。
過去にはボンネットの鉄板をそのまま曲げて延長したような、デザイン性を一切追求しないものもあった。そのようなリアエンジン車では逆に後端がグリル状のものも存在した。
車体の開口部は空気抵抗の要因ともなるため、冷却効率と空気抵抗の低減を両立したデザインが要求される。またチューニング車で冷却率を上げる目的でグリルを撤去する者もいるが、かえって冷却効率を悪化させていることが多い。近年ではグリルに自動で開閉するシャッターを設け、速度や熱状態により開閉させ、空気抵抗の低減を図る例も見られる。

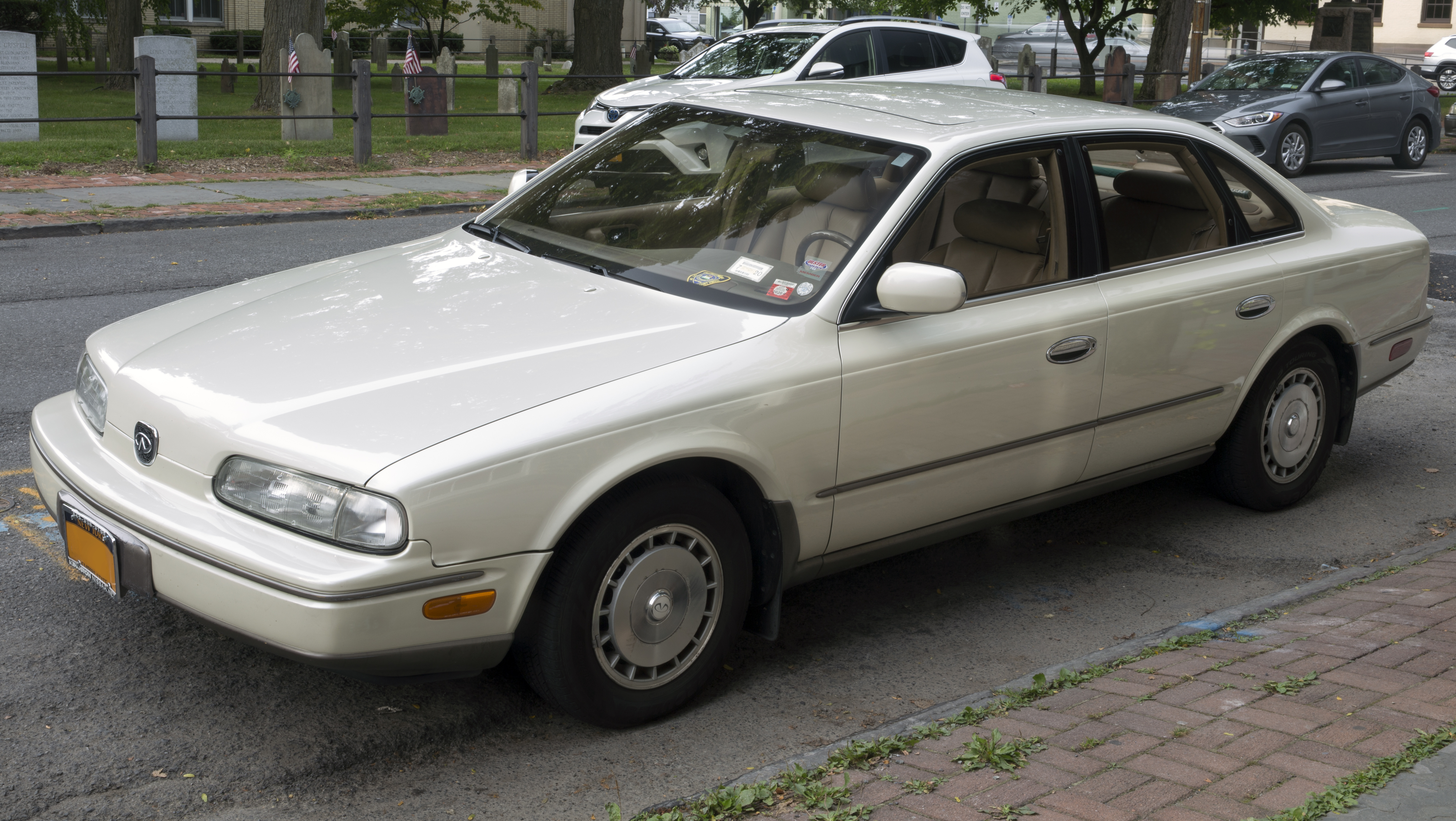
開口部そのものが無い例
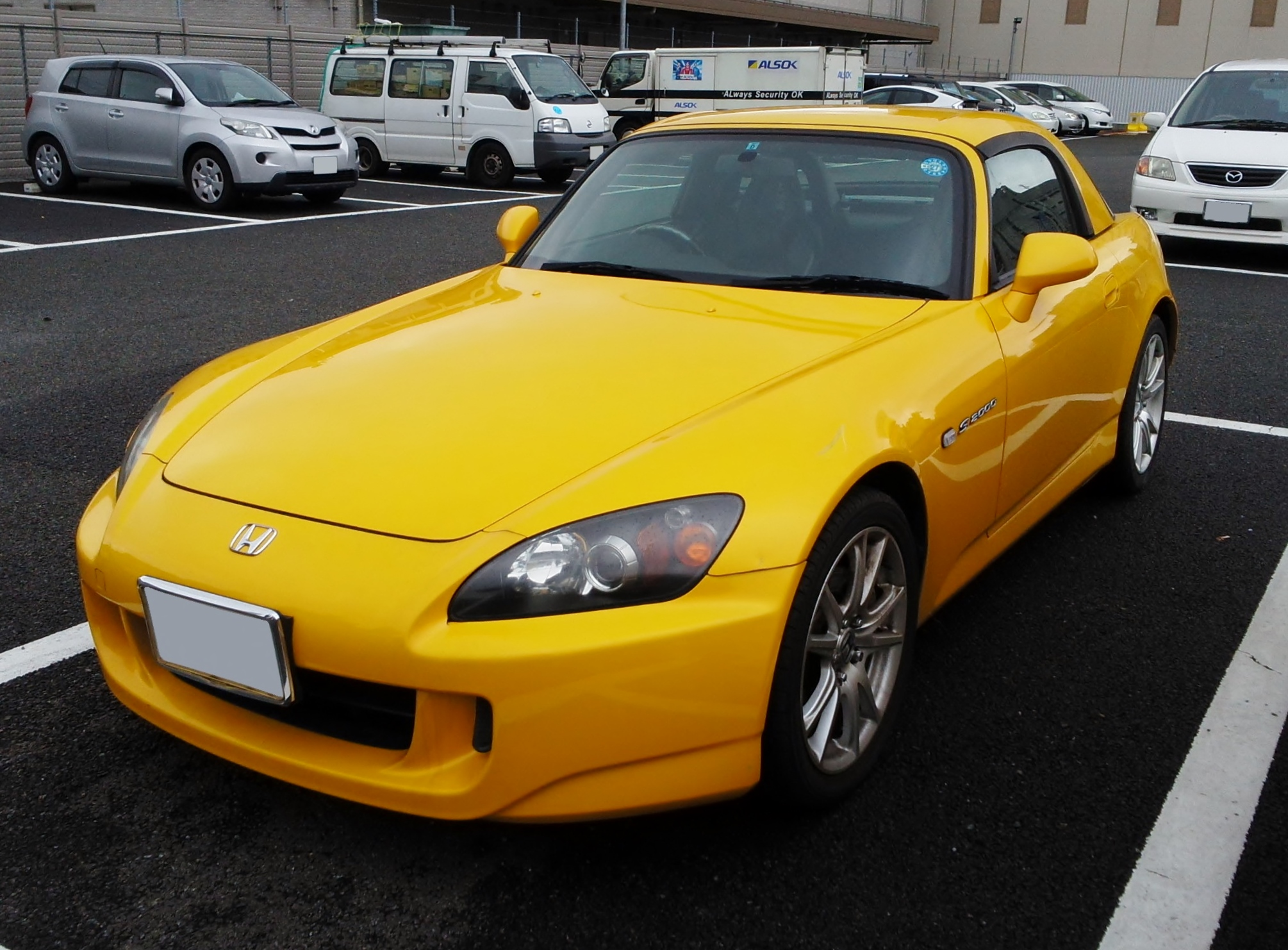
バンパーには大きな開口部があるものの、グリルのないデザインとされる例
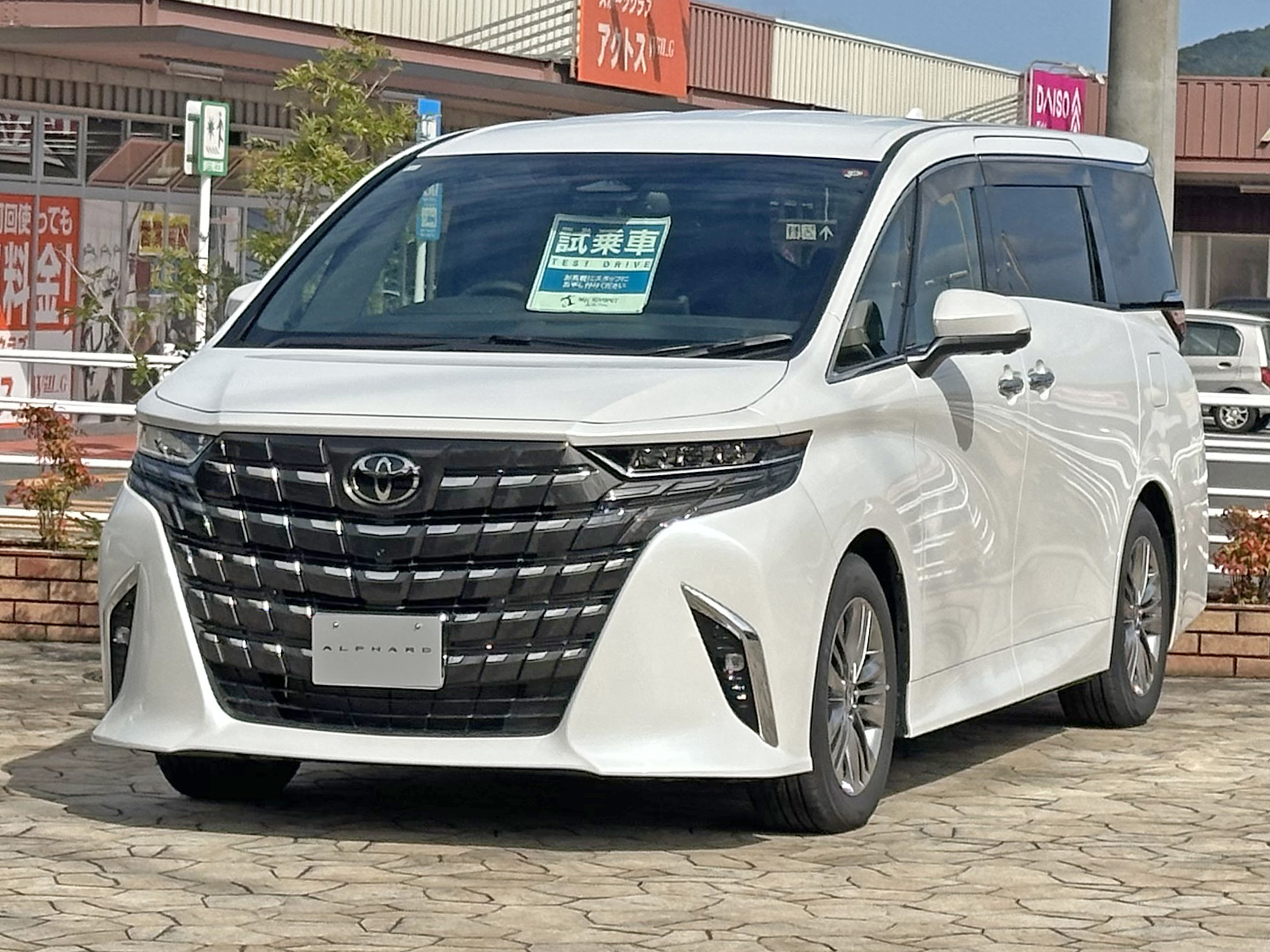
性能よりも、見た目を重視し非常に大きなグリルを採用した例
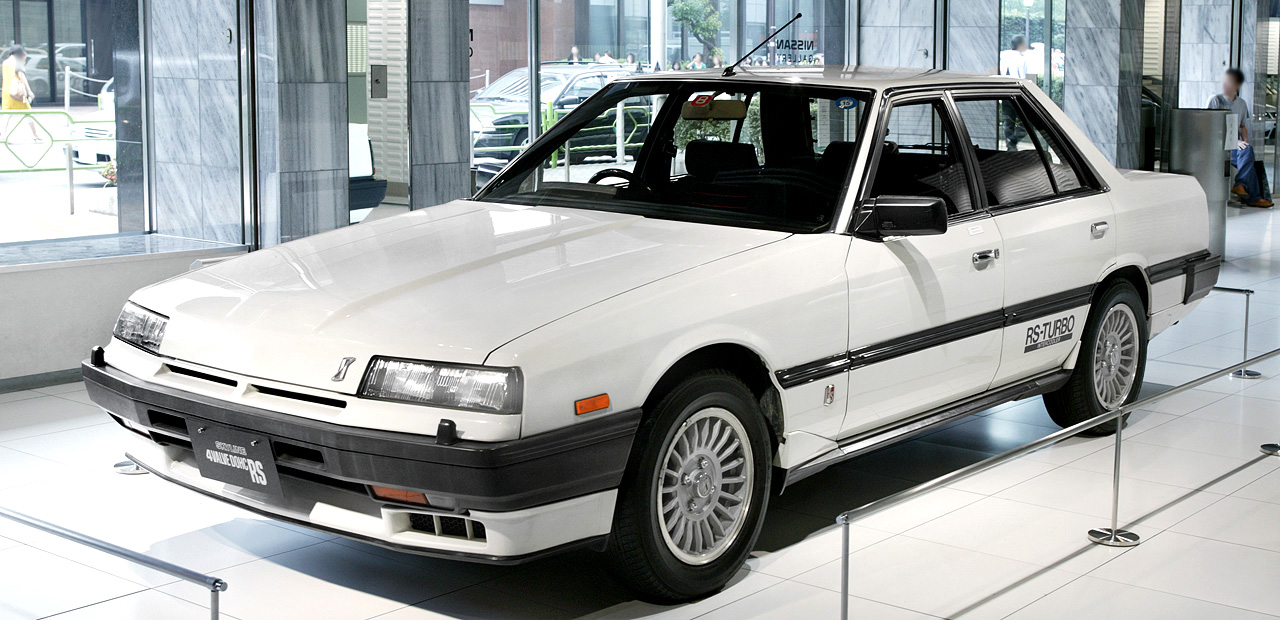
開口部があるものの、「網」が無い例

## 代表的なグリル
ここでは特徴的なデザインで、かつ固有の名称を持つグリルについて挙げる。ダッジのように統一的なデザイン（クロムメッキの十字）を採用したが特に名称を定めていないメーカーもある。
キドニーグリル
BMWの象徴である、穴が2つ空いたグリル。「キドニー」とは英語で腎臓の意味で、2つ並んだ腎臓に見えることから名付けられた。時代によって縮尺や大きさは変わるものの、戦前から長く引き継がれてきた。近年は肥大化傾向にある。
パナメリカーナグリル
メルセデス・ベンツが1950年代から採用している、縦長の格子が入ったグリル。メキシコの公道レース『カレラ・パナメリカーナ・メヒコ』で優勝を果たした、同社のプロトタイプレーシングカー・W194のグリルが発祥。現在はメルセデスAMGのアイコンとして採用されている。
シングルフレームグリル
アウディが2000年代半ばから採用している、エンブレムとナンバーを直線で大きく囲うようなグリル。四角形から八角形までのバリエーションがある。
盾型グリル
アルファロメオが採用する、逆三角形を中央に据えたグリル。キドニーグリル同様、戦前からの歴史がある。
セブンスロットグリル
ジープの伝統的なグリル。縦に7本という構成。第二次世界大戦以前はそれ以上の本数だったこともあったが、民生用に生産する際にヘッドライトとの兼ね合いで7本に定められた。
スピンドルグリル
レクサスが2010年代以降採用している巨大グリル。「スピンドル」とは紡錘（糸巻き）のことである。同ブランドを展開するトヨタ自動車の源流が紡績会社（豊田自動織機）であることから、紡錘をモチーフにしたデザインだという俗説が流布されているが、これについては公式に否定されている。
Vモーショングリル
日産のエンブレムを囲うようにV字型の意匠をあしらったグリル。2010年代の新車に多く採用されてきたが、2020年代では平面への配置に最適化した「デジタルVモーション」へと変化した。
スプレッドウィングスグリル
SUBARUが2000年代に採用していた、左右に横長のものを1つずつ据えたグリル。同社の源流である中島飛行機を意識し、羽を広げた形状をモチーフとしている。
ヘキサゴングリル
SUBARUがスプレッドウィングスグリルに代わり2010年代から採用した六角形型のグリル。
ジェットファイターグリル
三菱自動車が2000年代後半～2010年代前半に採用していた、逆台形のグリル。俗称であり、公式な名称ではない。もともとはランサーエボリューションX専用のグリルであったが、欧州で好評だったため、他車種にも展開された。
ファンクショナル・マトリックスグリル
トヨタ自動車の新興スポーツカーブランドである『GR』が採用する、横長のグリル。冷却効果を最優先し、ラジエーター形状に合わせたためこのような形状になった。後には7代目クラウン・セダンなどGR以外にも類似したデザインが採用されている。

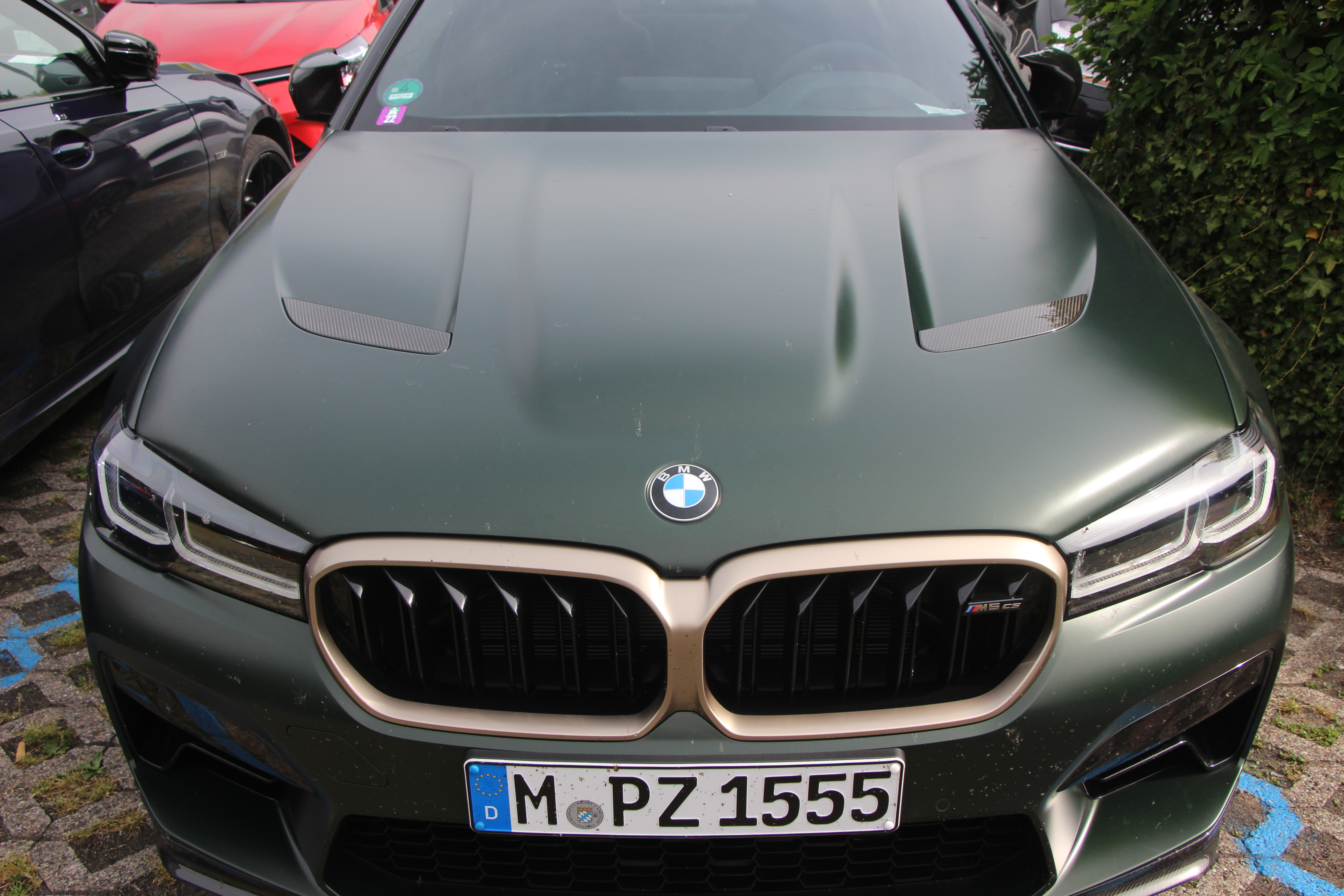
キドニーグリル
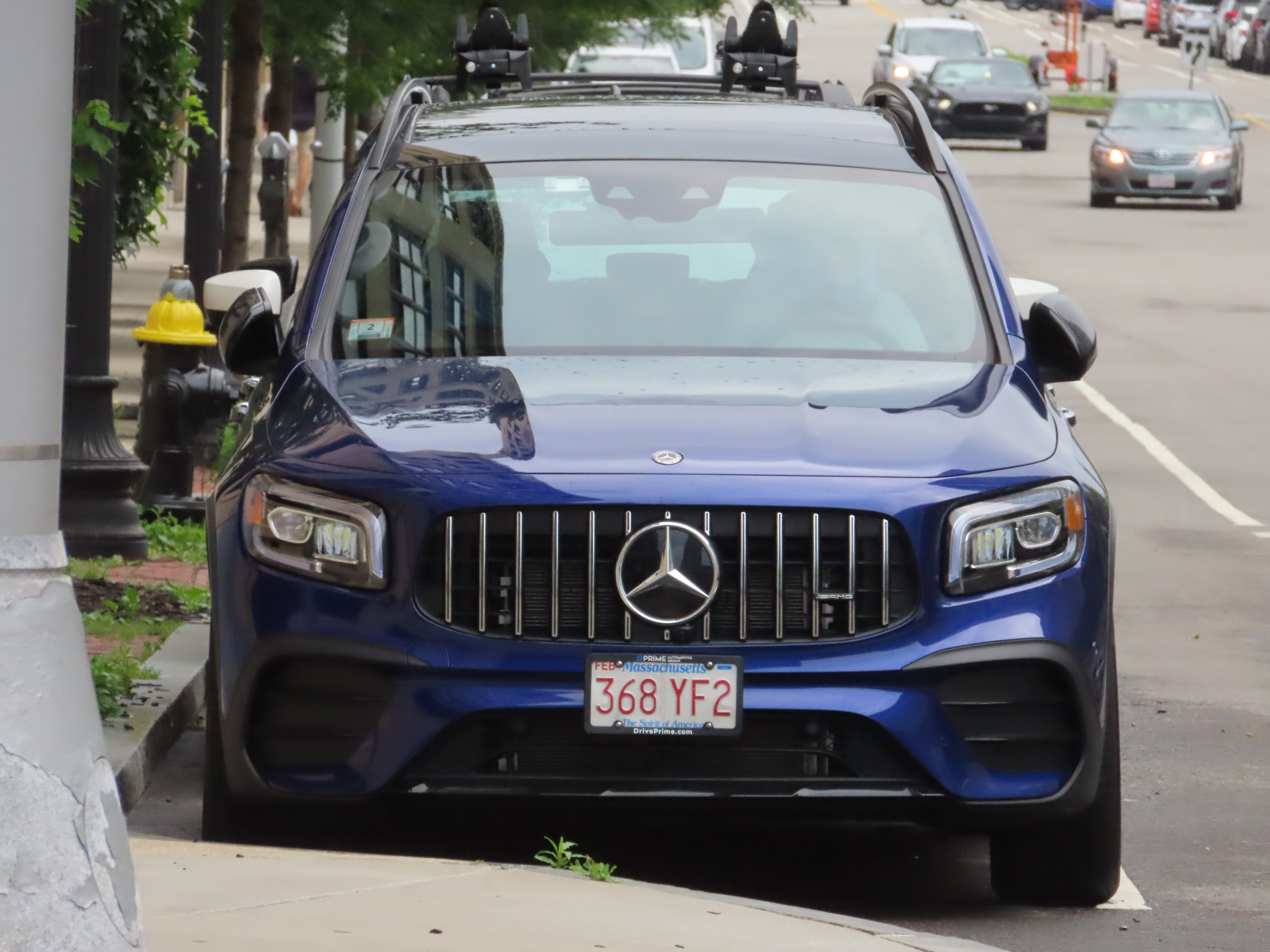
パナメリカーナグリル
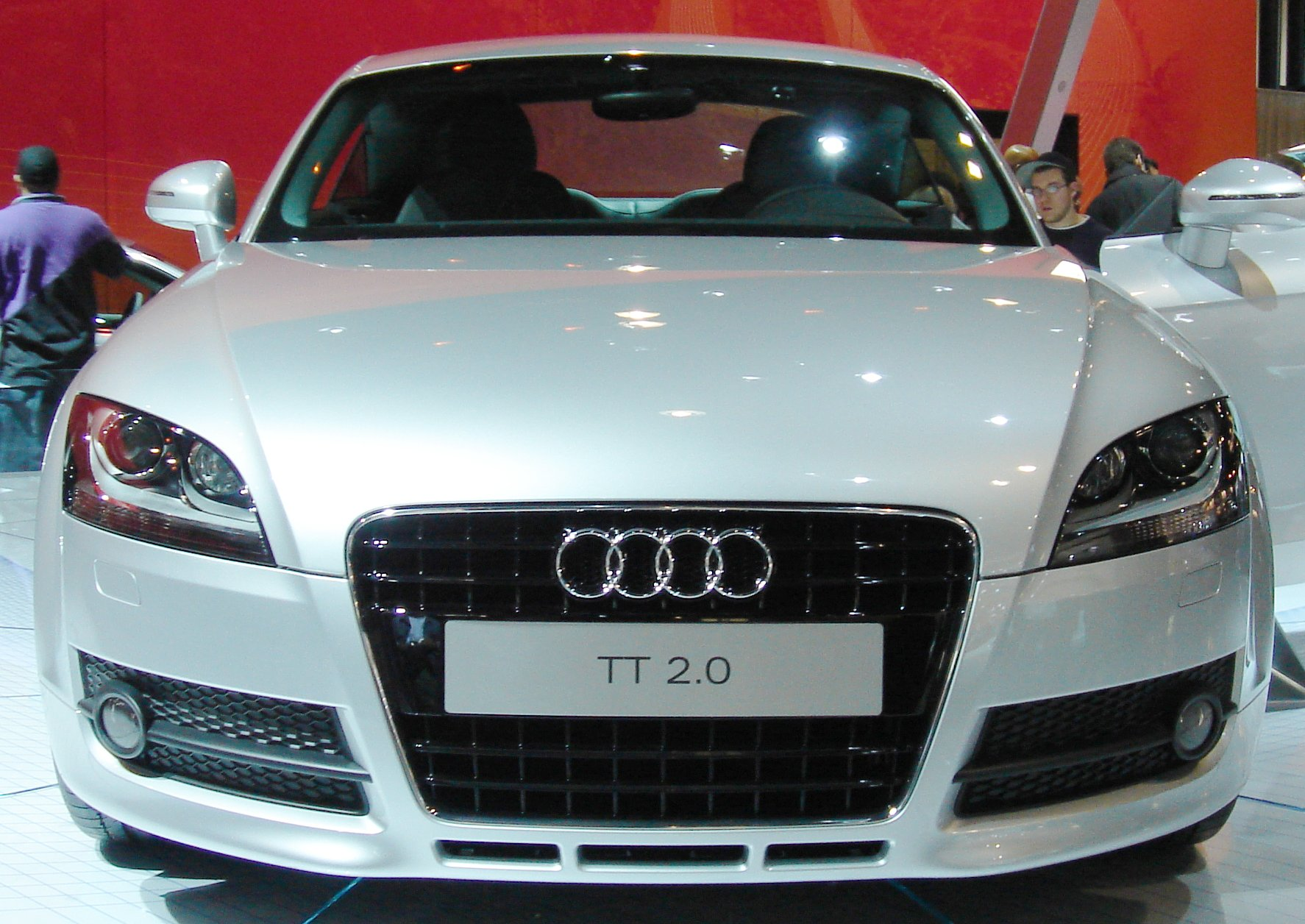
シングルフレームグリル
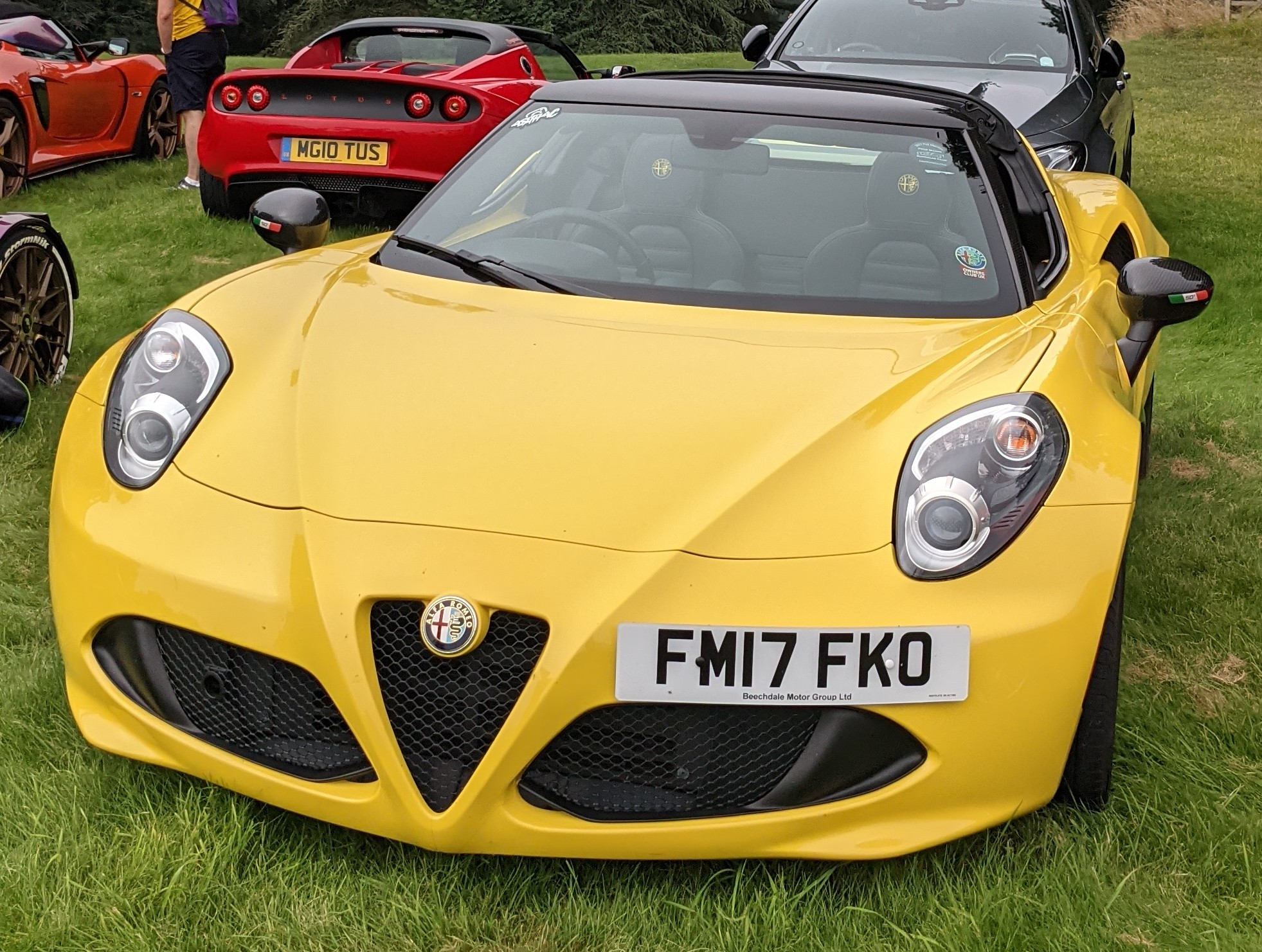
盾型グリル
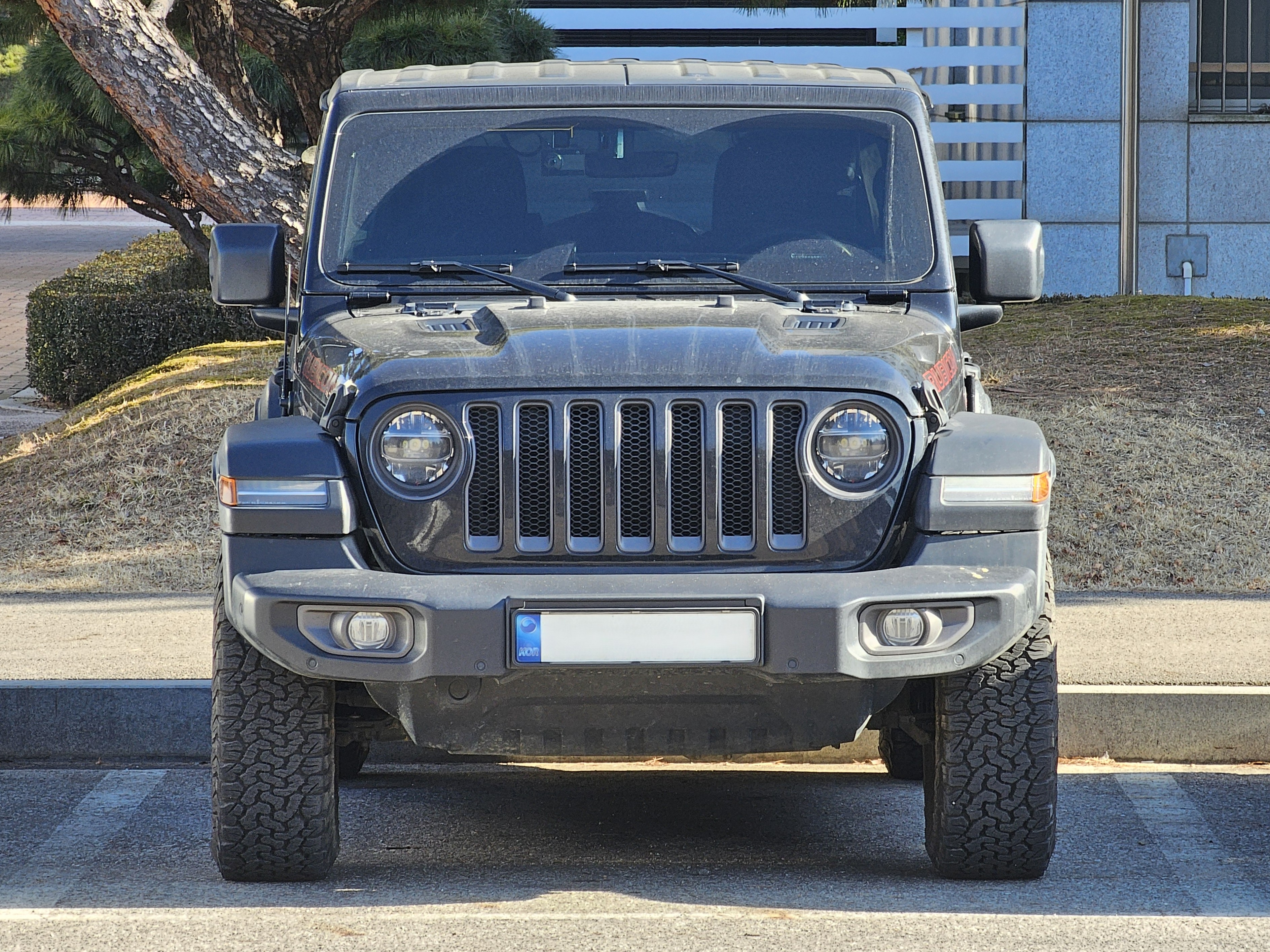
セブンスロットルグリル
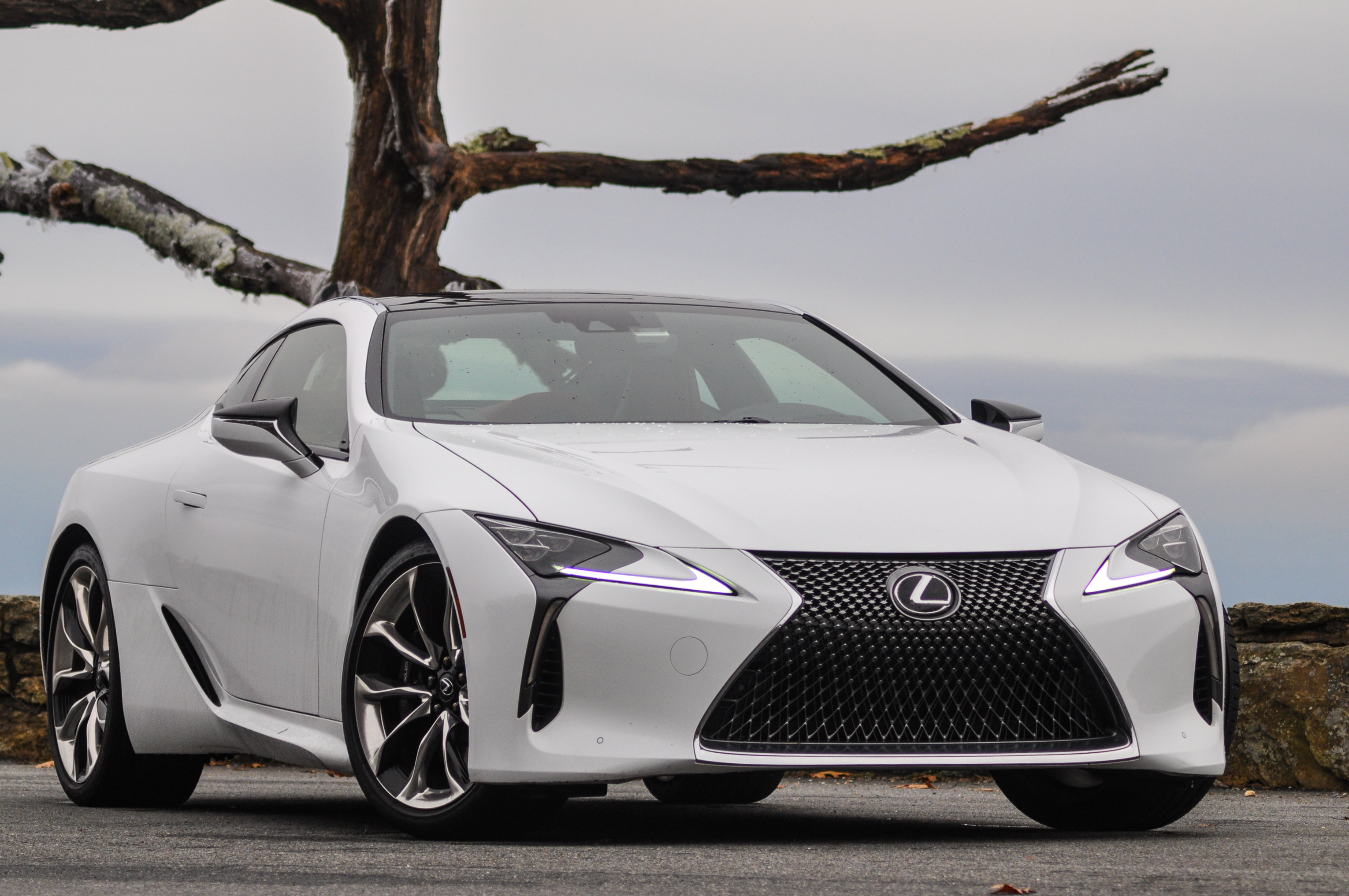
スピンドルグリル
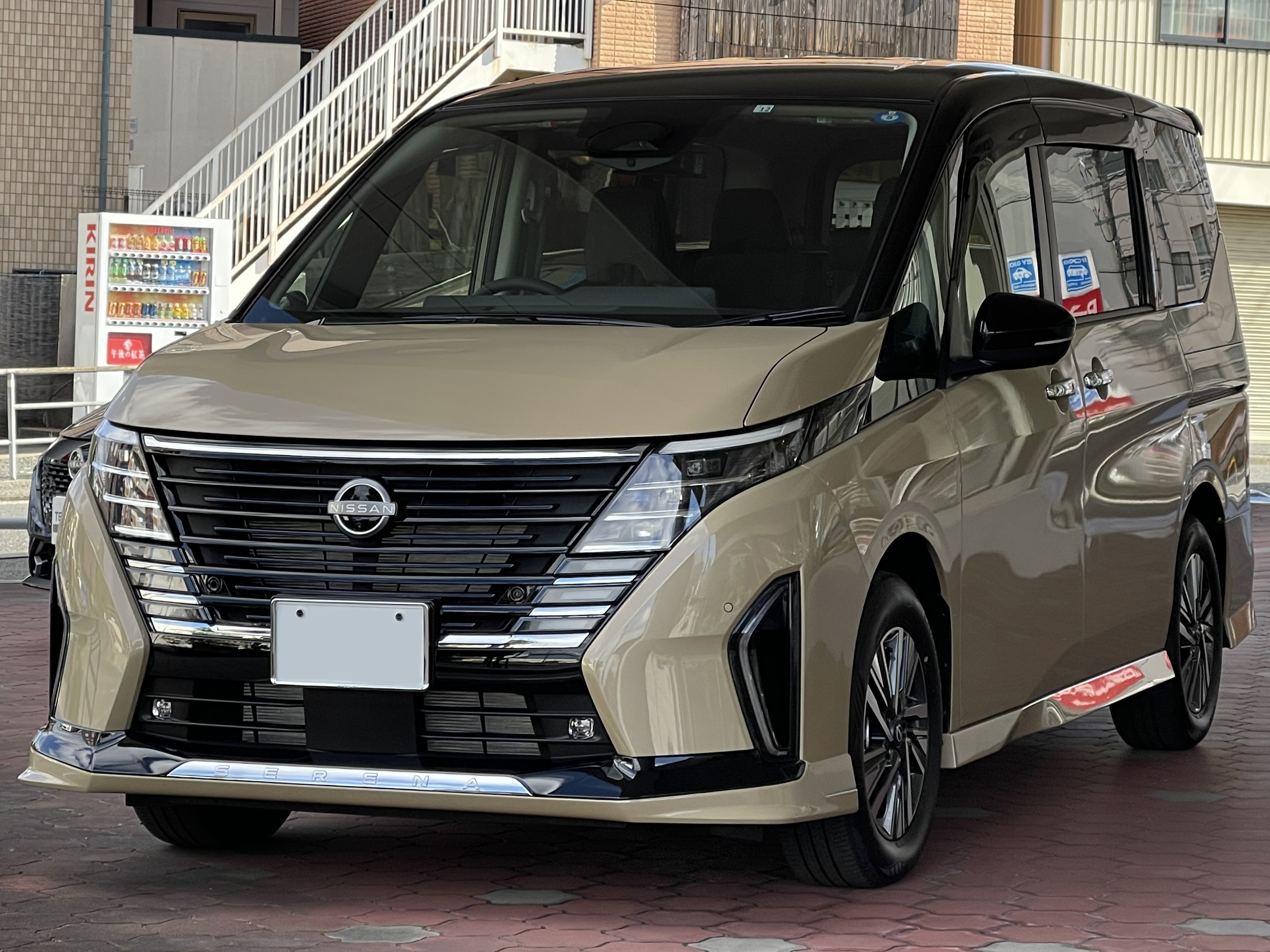
Vモーショングリル
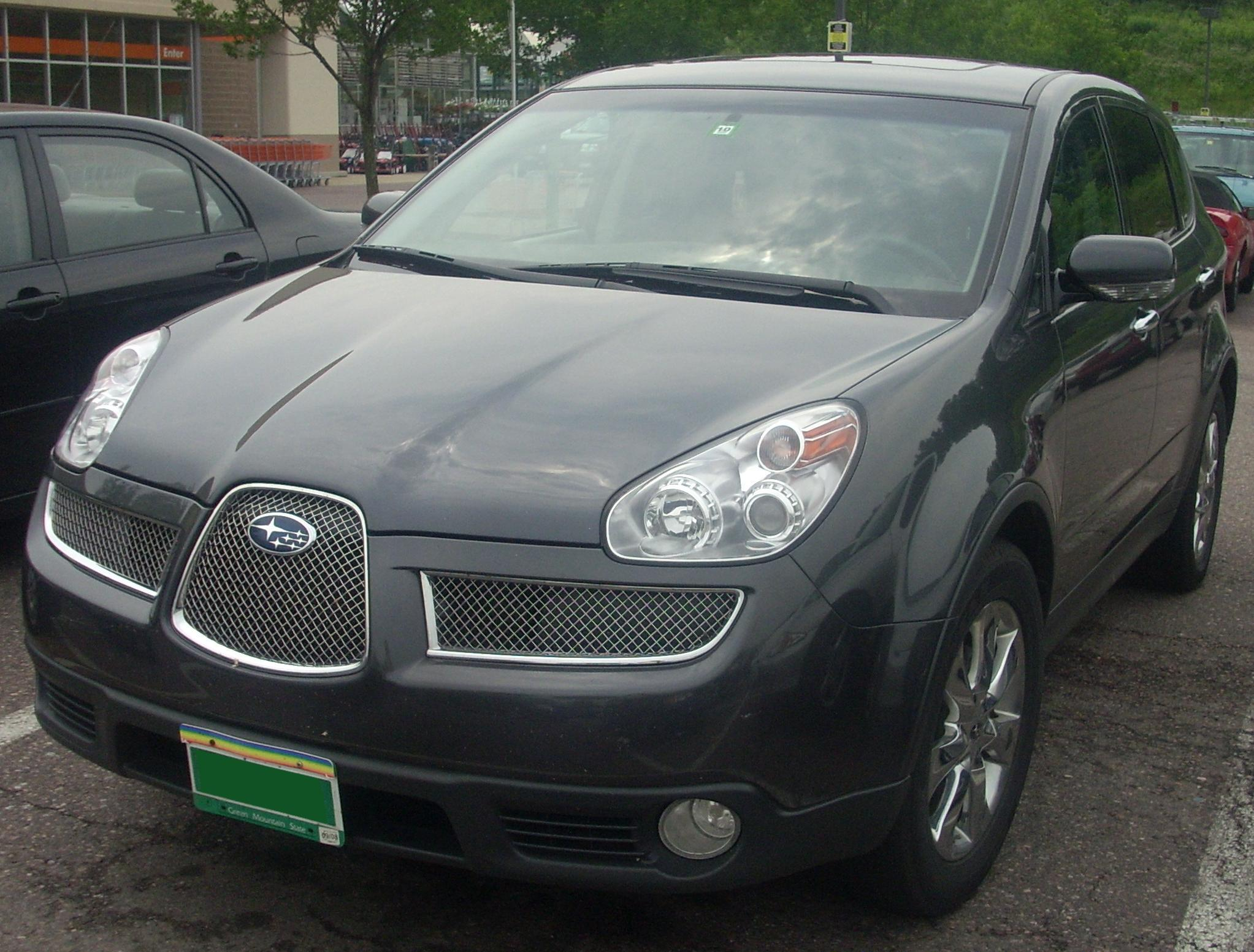
スプレッドウィングスグリル
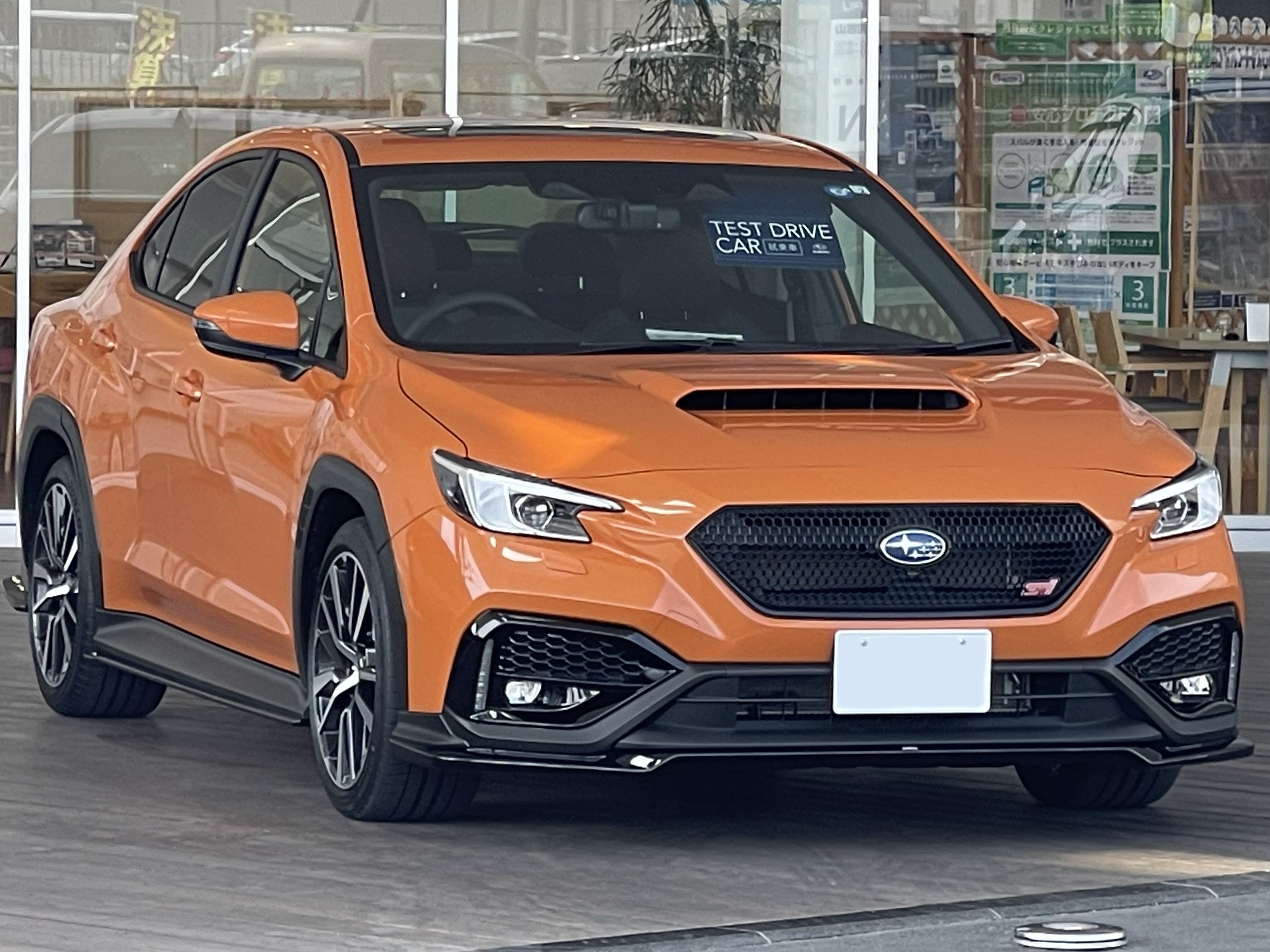
ヘキサゴングリル
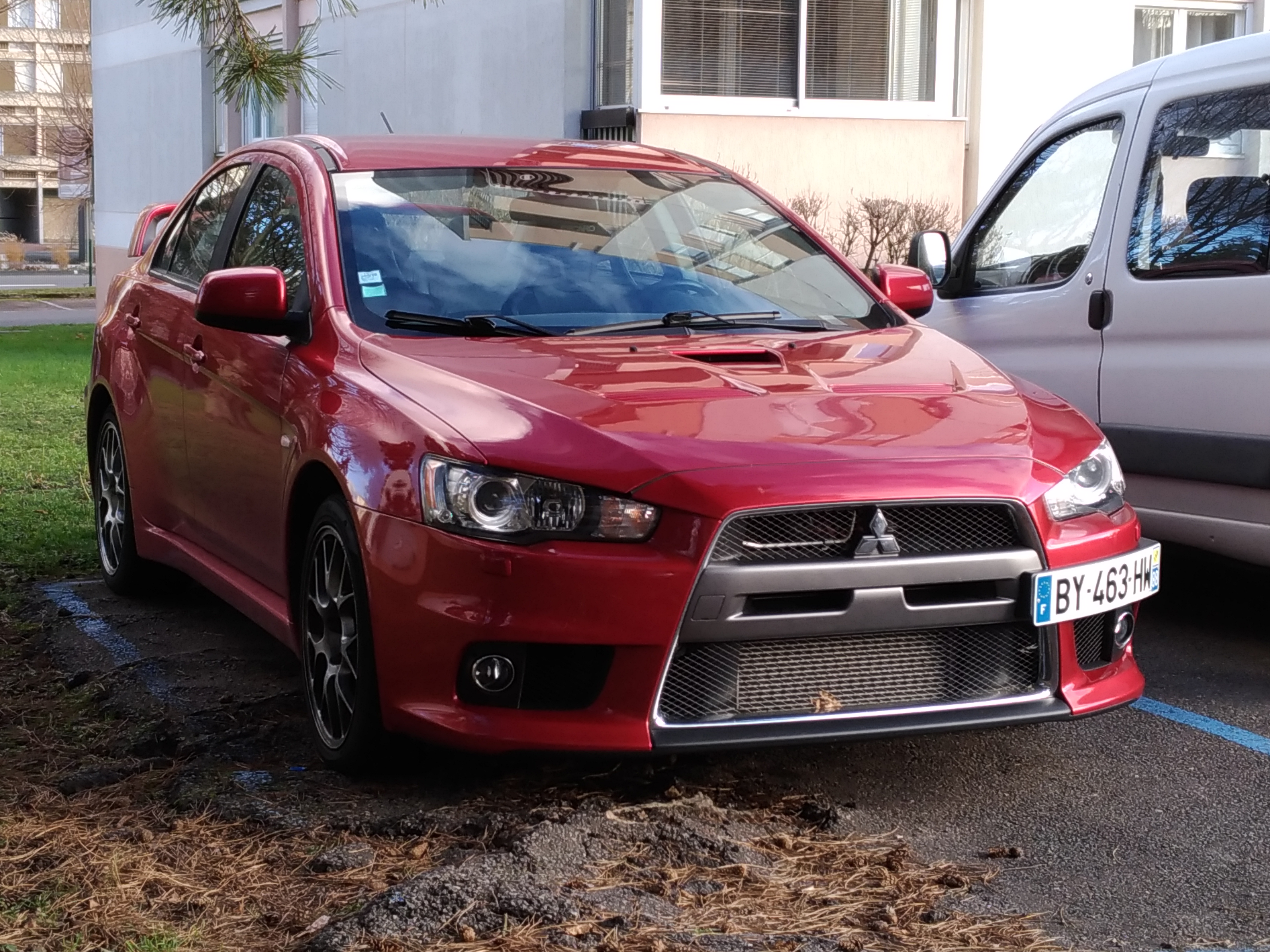
ジェットファイターグリル
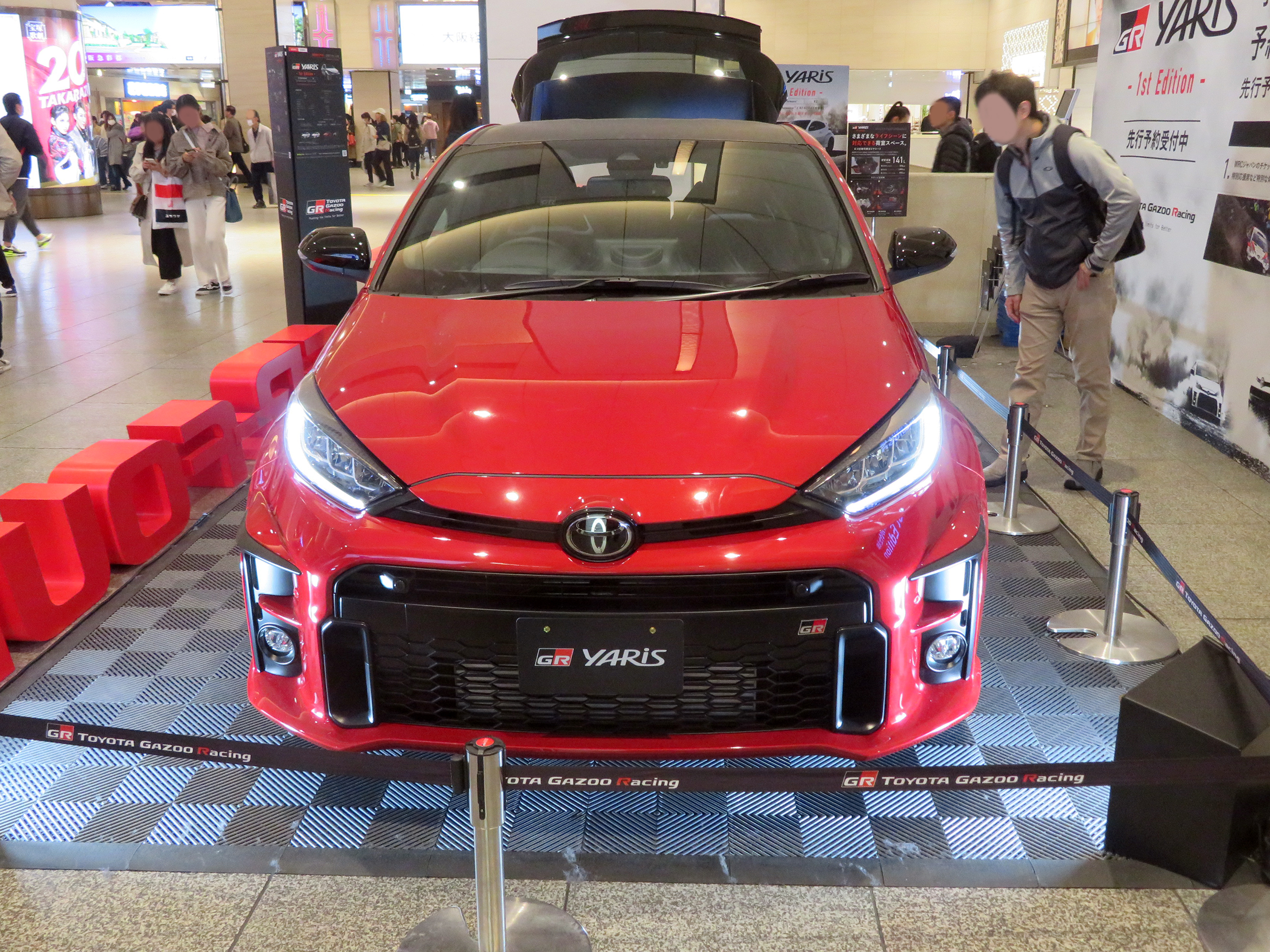
ファンクショナル・マトリックスグリル